# 6919 Tomonaga
A 6919 Tomonaga (ideiglenes jelöléssel 1993 HP) a Naprendszer kisbolygóövében található aszteroida. Endate Kin és Vatanabe Kazuró fedezte fel 1993. április 16-án.